# Obusier de 155 mm CTR modèle 1904
Die Obusier de 155 mm CTR modèle 1904 (CTR: court à tir rapide – kurz, Schnellfeuer) war eine französische Feldhaubitze des Ersten Weltkrieges. Die Besonderheit dieses Geschützes ist der Einsatz eines der ersten halbautomatischen Verschlusssysteme. 1904 bezeichnet das Modelljahr, das Kürzel TR steht für „tir rapide“ (frz.: „Schnellfeuer“).

## Geschichte
Der französische Colonel Émile Rimailho entwickelte neben anderen Geschützen und Waffensystemen auch diese Haubitze. Sein Hauptaugenmerk lag darauf, die Kadenz der mittleren und schweren Artillerie deutlich zu erhöhen. Die neuentwickelten Verschlüsse und Rückläufe der leichten Artillerie ermöglichten Kadenzen von bis zu 20 Schuss/min. Bei den größeren Kalibern lag man mit bis zu 5 Schuss/min deutlich darunter. Rimailho verfolgte das Ziel, im Kaliber 155 mm auf einen vergleichbaren Wert zu kommen. Die verhältnismäßig einfachen Konstruktionen der leichten Feldgeschütze, wie beispielsweise der Canon de 75 mle 1897, waren auf die schwereren Kaliber nicht 1:1 übertragbar. Dies lag zum einen an den naturgemäß größeren Kräften beim Abschuss als auch den deutlich schwereren Geschossen und deren Treibladungen. Aufgrund des hohen Geschoss-/Treibladungsgewichts wird anders als bei kleineren Kalibern selten Patronenmunition eingesetzt. Der Einsatz von Patronenmunition war jedoch ein wesentliches Merkmal von Schnellfeuergeschützen dieser Zeit. Erschwerend kam hinzu, dass Geschoss und Treibladung mit speziellen Tragegestellen und Ladestöcken von mehreren Menschen bewegt werden mussten. Rimailho löste diese Probleme mit seinem halbautomatischen Verschluss mit Ladevorrichtung und einem hydropneumatischen Rücklauf. Der Einsatz von Patronenmunition war nicht vorgesehen. Die maximale Feuerweite war mit 7000 m vergleichsweise gering. Sie wurde bewusst limitiert, um in den mit der CTR 155 ausgerüsteten Einheiten keine Inkompatibilitäten mit älteren Geschützen zu erzeugen. Die älteren französischen Kurzrohrgeschütze dieses Kalibers hatten in der Regel eine Maximalschussweite von 6000 bis 7000 m. Hierdurch war die CTR 155 den im Ersten Weltkrieg eingesetzten modernen deutschen Haubitzen deutlich unterlegen.

## Schwere Artillerie zur Disposition der Armeen

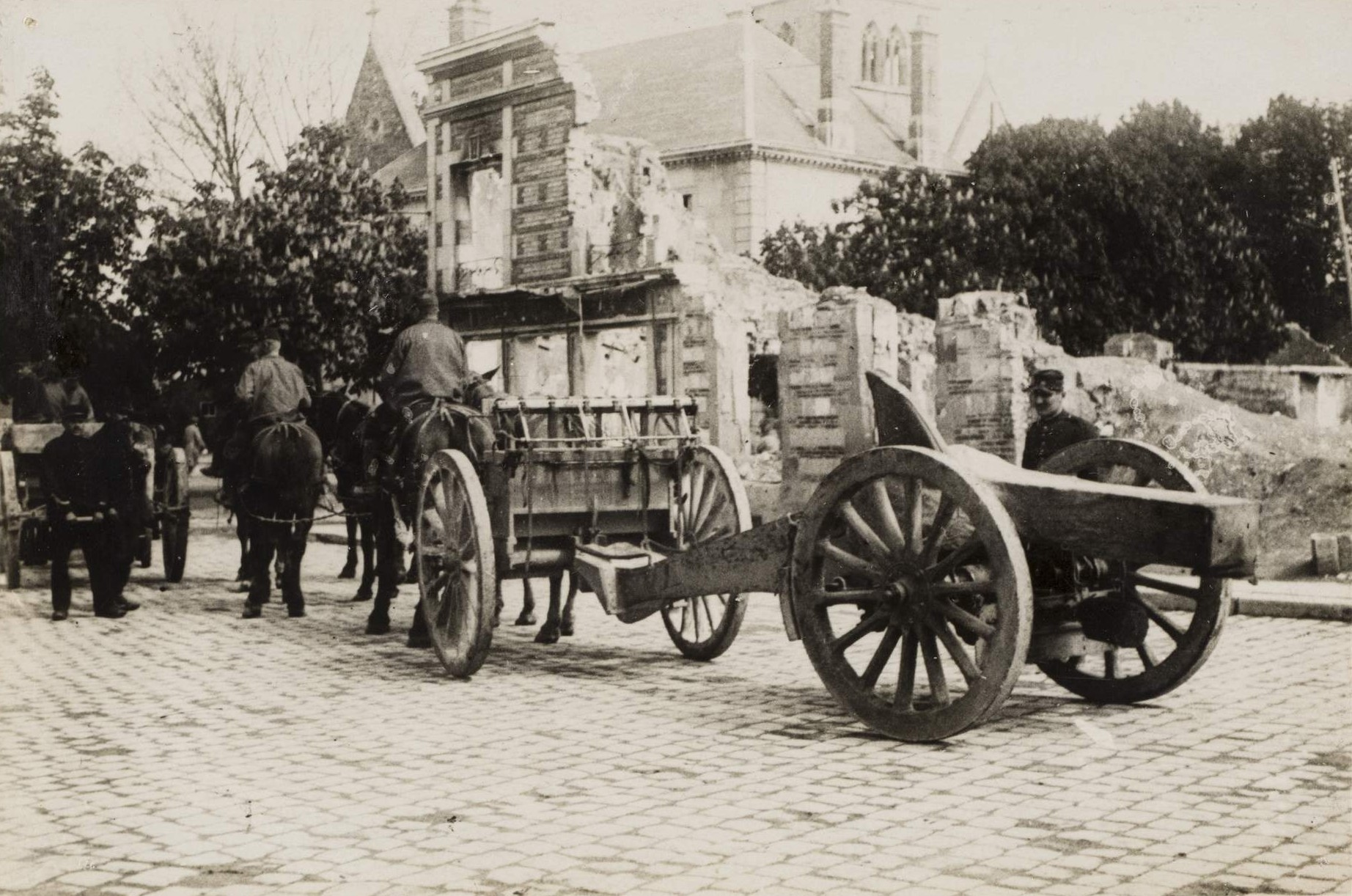
Ein Lafettenwagen der Haubitze CTR M04 in der Gegend von Reims auf dem Weg zur Front

Diese Haubitzen wurden zur Ausrüstung der schweren Artillerie bestimmt, sie sollten die 75-mm-Feldkanonen ergänzen, die die Hauptbewaffnung der französischen Artillerie darstellten. Theoretisch waren die Haubitzen zur Bekämpfung von Feldbefestigungen vorgesehen. Das Modell sollte bis zum Ersatz durch moderneres Gerät im Einsatz bleiben, die letzten Exemplare wurden jedoch erst am Ende des Ersten Weltkrieges ausgemustert.
Vier Haubitzen bildeten eine Batterie, drei Batterien eine Gruppe. In der ersten Zeit bildeten die Haubitzen die 4. Gruppe dieser sechs bestehenden Feldartillerieregimenter (2., 12., 13., 20., 31. und 32. Feldartillerieregiment).
Im Frühjahr 1914 wurden die Gruppen herausgezogen und in fünf schwere Artillerieregimenter (1er−5e régiment d’Artillerie lourde) eingegliedert. Sie sollten die schwere Artillerie zur Disposition der fünf Armeen bilden, die im Falle der Mobilmachung gemäß dem Plan XVII aufgestellt würden.

## Einsatz von 1914 bis 1918
Bei Kriegsbeginn im August 1914 standen 104 dieser Haubitzen in den fünf Regimentern schwerer Artillerie der Armeen im Einsatz. Jedes Geschütz hatte zu diesem Zeitpunkt eine Dotierung von 540 Granaten (gesamt standen 78.000 Granaten zur Verfügung).

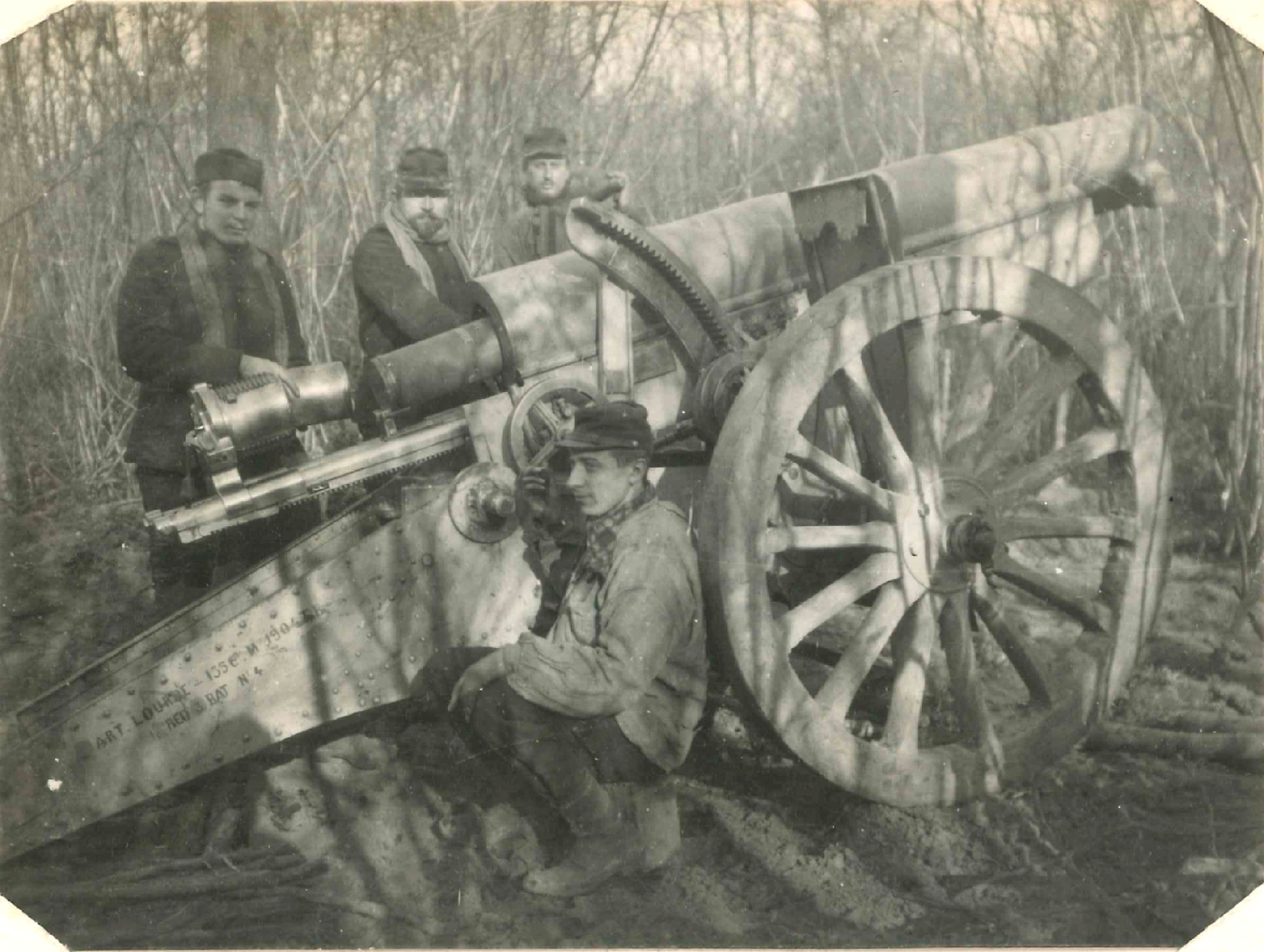
Haubitze 155 Rimailho, bei Gernicourt (Aisne), Januar 1915

„Ich sah die 155-mm-Rimailho-Schnellfeuerkanonen ankommen, ich bewunderte diese erfinderischen Mechaniken; das Schnellfeuer und das rauchlose Pulver waren ausgereifte Ideen. Dann musste ich aber erkennen, dass das Schnellfeuer allzu bald die vorhandene Munition verbrauchte, aber vor allen Dingen die Rohre überhitzte, so dass die Geschütze bald unbrauchbar waren. Weiterhin musste ich bemerken, dass die Rimailho eine lächerlich kurze Reichweite hatten, man musste also unnötig nahe an die Front heranrücken.“

Um die Reichweite im Ersten Weltkrieg zu verbessern, erhöhten die Artilleristen die Pulverladungen, wodurch die Rohre schneller abgenutzt wurden.
Die Haubitzen „155 mm CTR modèle 1904“ wurden kontinuierlich nach und nach ausgesondert und durch die Canon de 155 mm C modèle 1915 Saint-Chamond und die Canon de 155 C modèle 1917 S ersetzt.

## Aufbau des Geschützes
Das eigentliche Geschütz ist bis auf den Verschlussmechanismus einfach aufgebaut. Das Rohr ist in einer Wandlafette System „Deport“ mit hydropneumatischem Rücklauf gelagert. Die Zapfen an der Rohrmündung enthalten wie die der Canon de 75 mle 1897 ein Rollenpaar, das beim Rohrrücklauf in die Führung eingreift und ein Verkippen vermeiden soll. Zum Transport wurde eine mit Pferden bespannte Protze an der Spatenseite der Lafette eingehängt. Durch diesen einfachen Aufbau war der Auf- und Abbau des Geschützes wenig zeitintensiv.

## Der Verschluss „System Rimailho“
Vom Grundprinzip her ist der Verschluss der 155 CTR ein Verschluss mit unterbrochenem Gewinde. Die Neuerung Rimailhos war die halbautomatische Konstruktion mit einer Auflage für Geschoss und Treibladung. Der Verschluss wird manuell geladen und ausgelöst, das Öffnen und Schließen erfolgt jedoch automatisch. Zum erstmaligen Laden wird der Verschluss manuell geöffnet und gespannt. Hierbei wird die geöffnete Verschlussschraube axial zum Geschützrohr auf Führungsschienen nach hinten bewegt. In dieser Stellung werden das Geschoss und die Treibladungskartusche in eine dafür vorgesehene Vorrichtung eingelegt. Durch das Betätigen des Abzugshebels schnellt der vorgespannte Verschluss vor und schiebt hierbei die Ladung in das Rohr. In der vorderen Endstellung wird der Verschluss automatisch verriegelt und der Schuss ausgelöst. Nach der Schussabgabe gleitet das Rohr im Rücklauf nach hinten. Im Umkehrpunkt wird der Verschluss entriegelt und während der Vorwärtsbewegung des Rohres neu gespannt. Wenn das Rohr wieder die vordere Position erreicht hat, ist der Verschluss geöffnet und die Ladevorrichtung wieder ausgefahren. Eine neue Ladung kann aufgelegt werden.
Durch die recht aufwendige Verschlusskonstruktion ergaben sich Probleme bei der Zuverlässigkeit gegenüber den rein manuell bedienten Systemen. Hingegen ist die Kadenz auch für heutige Verhältnisse in diesem Kaliber als hoch anzusehen.